# Distrito Escolar Independiente y Consolidado de Uvalde

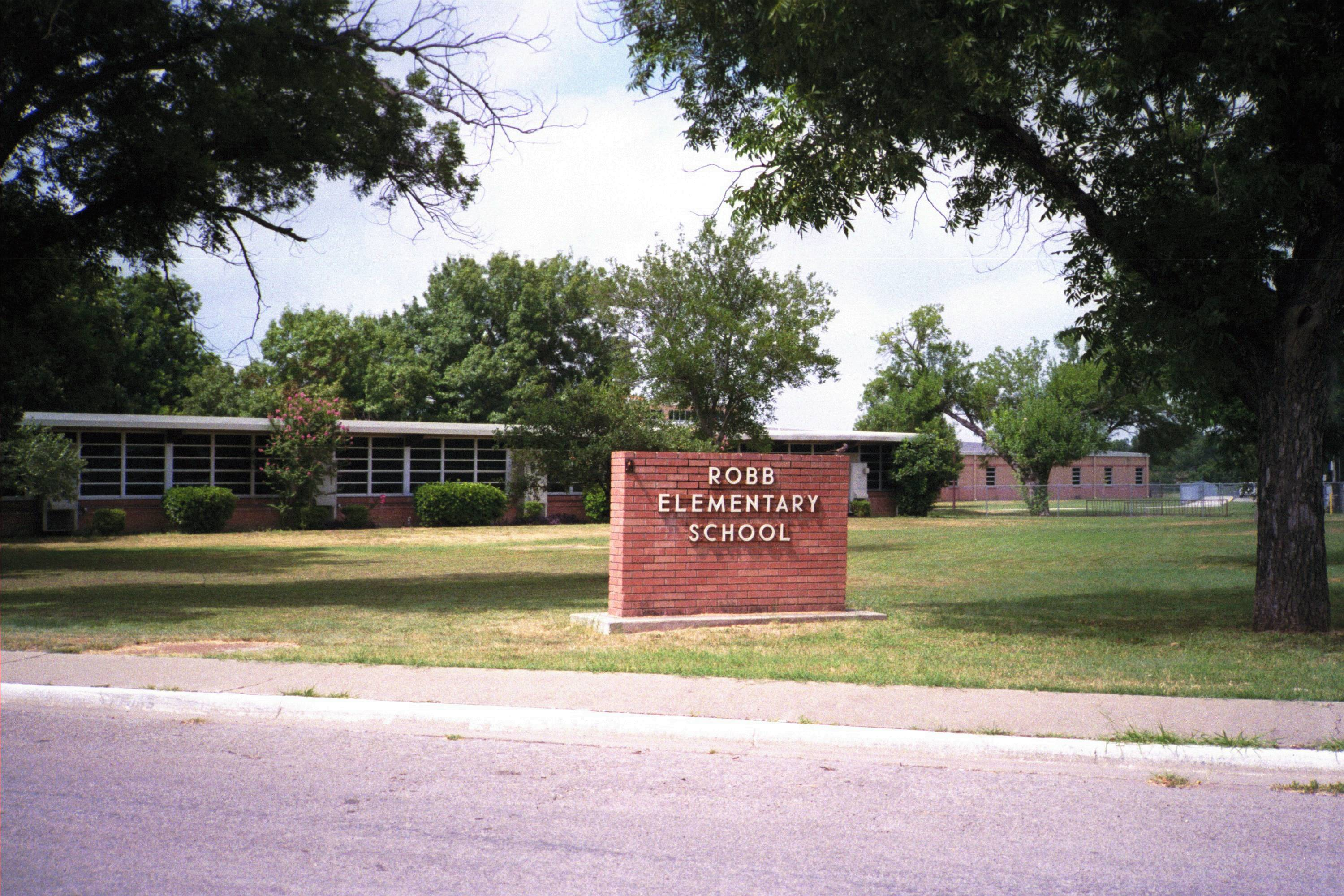
Escuela Primaria Robb en Uvalde

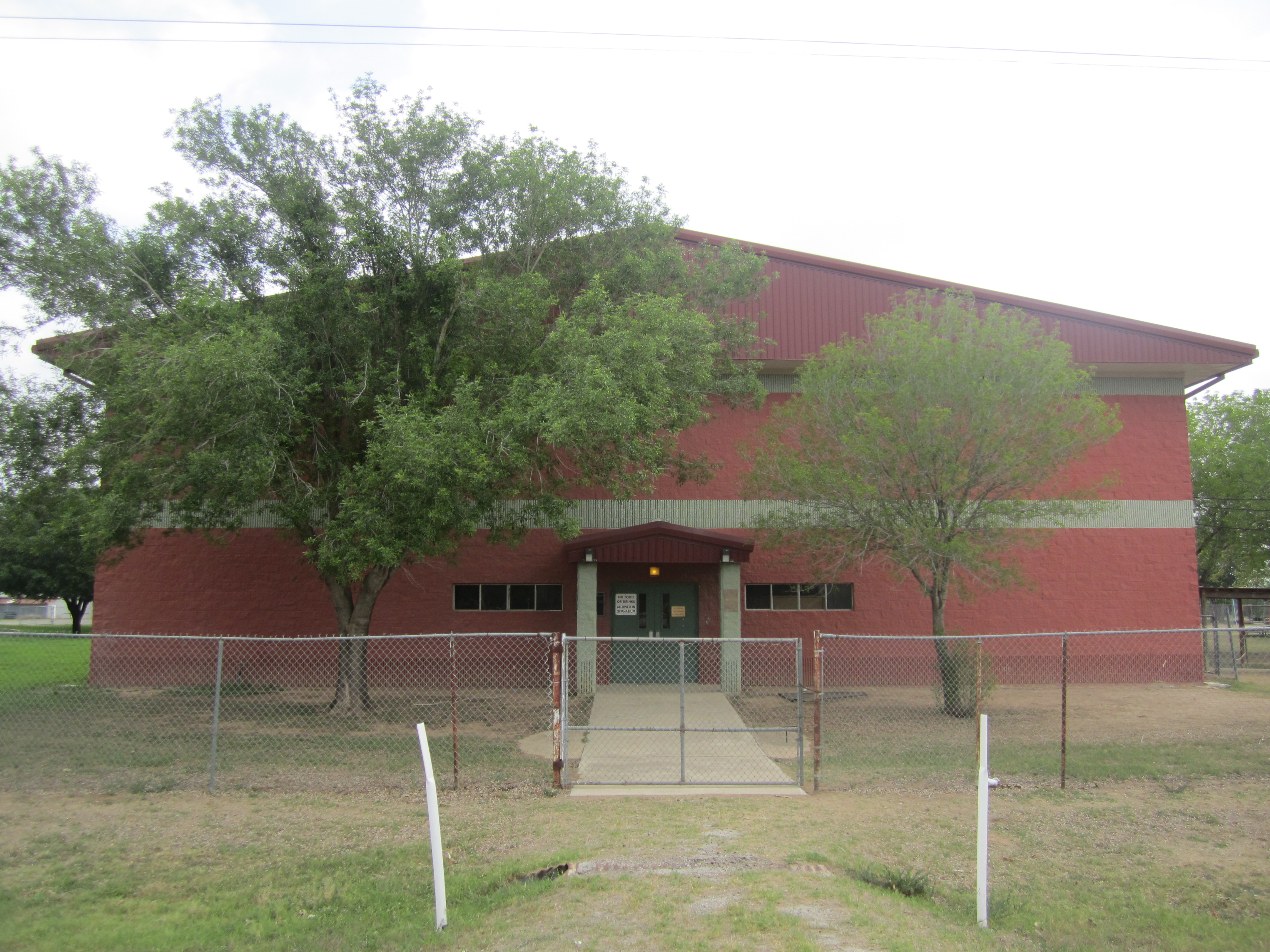
Escuela de Batesville

El Distrito Escolar Independiente y Consolidado de Uvalde o el Distrito Escolar Consolidado Independiente de Uvalde (Uvalde Consolidated Independent School District, UCISD) es un distrito escolar de Texas. Tiene su sede en Uvalde.
A partir de 2022 el actual superintendente del distrito es Dr. Hal Harrell.
El distrito sirve partes de los condados de Uvalde, Real,  y Zavala, y tiene una superficie de 1.093 millas cuadradas. Gestiona cuatro escuelas primarias, una escuela media, y una escuela preparatoria (high school) en Uvalde, y una escuela primaria en Batesville. Sirve a Uvalde Estates en el condado de Uvalde.

## Historia
La primera escuela de Uvalde abrió cerca de 1856. El distrito escolar de Batesville se fusionó con el distrito escolar de Uvalde en 1973.
En 2022 ocurrió el tiroteo en la Escuela Primaria Robb de Texas.